# Reakcja Perkowa
Reakcja Perkowa – reakcja substytucji, w której fosforyn trialkilowy reaguje z α-halogenoketonem, tworząc nienasycony fosforan i halogenek alkilu. Została opisana w 1952 r. przez niemieckiego chemika Wernera Perkowa (1915–1994) i współpr.

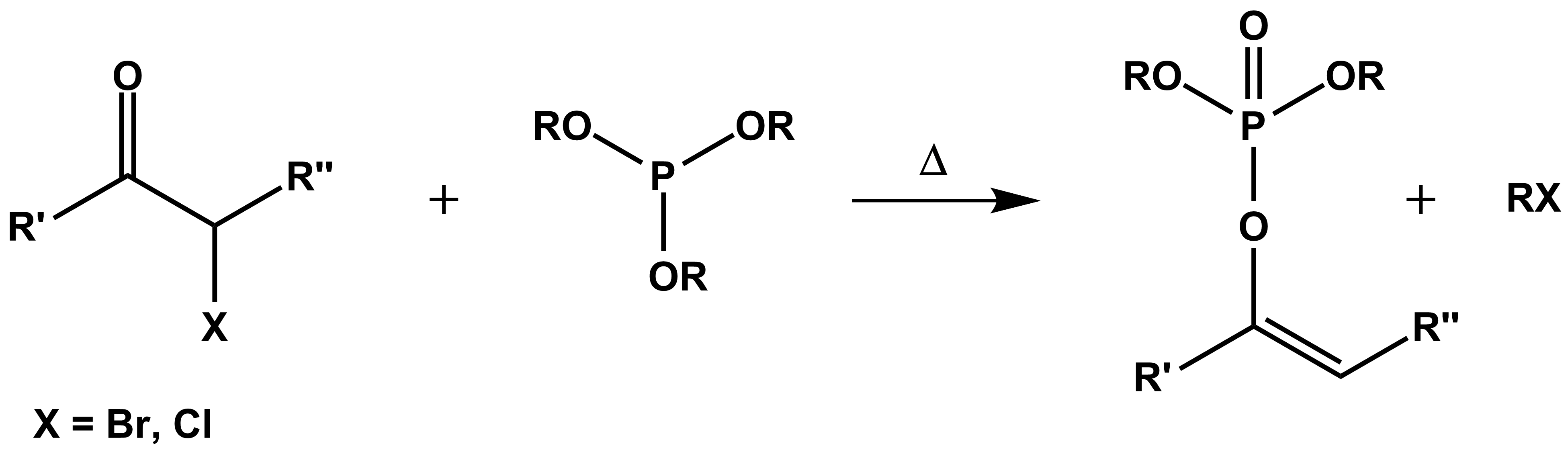
Reakcja Perkowa

Reakcja Perkowa może być niepożądaną reakcją uboczną podczas otrzymywania β-ketofosfonianów w reakcji Michaelisa-Arbuzowa (β-ketofosfoniany wykorzystuje się w reakcji Hornera-Wadswortha-Emmonsa z aldehydami i ketonami do otrzymywania E-alkenów).

## Mechanizm reakcji
Pierwszym etapem reakcji Perkowa jest nukleofilowy atak wolnej pary elektronowej atomu fosforu na karbonylowy atom węgla α-halogenoketonu z wytworzeniem nietrwałej betainy. Związek ten ulega przegrupowaniu P−C−O → P−O−C z jednoczesną eliminacją anionu halogenu X−, który bierze udział w ostatnim etapie procesu, atakując atom węgla α jednej z grup estrowych, w efekcie czego następuje dealkilacja prowadząca do końcowego triestru kwasu fosforowego i halogenku alkilu. 
Siłą napędową reakcji jest utworzenie silnego ugrupowania fosforylowego P=O, którego energia wynosi 137 kcal/mol (573 kJ/mol).

## Zastosowanie
Reakcja Perkowa wykorzystywana jest w syntezie organicznej, m.in. podczas tworzenia nowych wiązań C−C, przegrupowań oraz fosforylacji.

### Przykładowe reakcje
Reakcja Perkowa zastosowana została do aktywacji heksachloroacetonu w syntezie pochodnych furanu mających właściwości repelentów. Reakcja Perkowa zachodzi w pierwszym etapie procesu z wytworzeniem triestru fosforanowego zawierającego ligand pochodzący z heksachloroacetonu. Ester ten ulega transestryfikacji pod wpływem dodanego trifluoroetanolanu sodu, a wydzielony perchlorowany enolan traci anion chlorkowy tworząc zwitterjon będący substratem do ostatniego etapu – cykloaddycji [4+3].

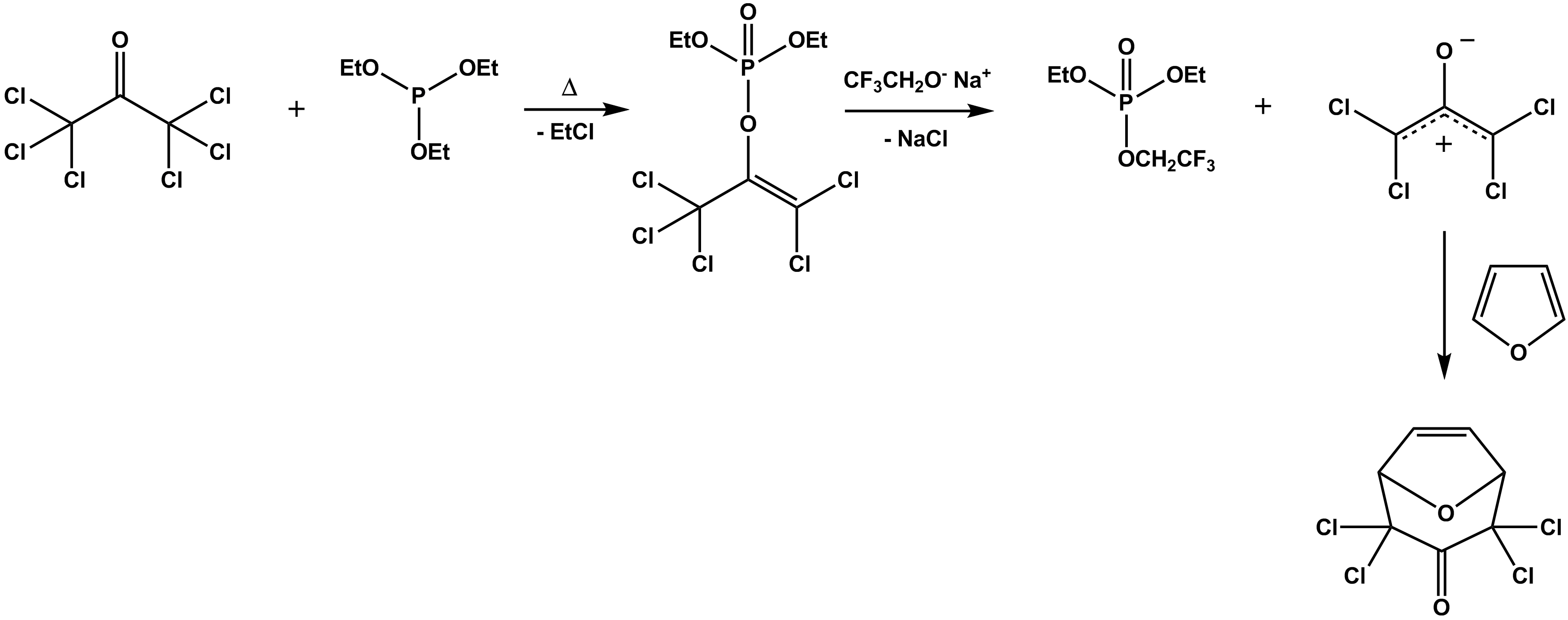
Wykorzystanie reakcji Perkowa do aktywacji heksachloroacetonu jako dienofila

Reakcja Perkowa jest używana w syntezie aktywnych biologicznie pochodnych chinoliny. W zastosowanym substracie rolę grupy odchodzącej pełni ester trifluorooctanowy (zamiast halogenu).

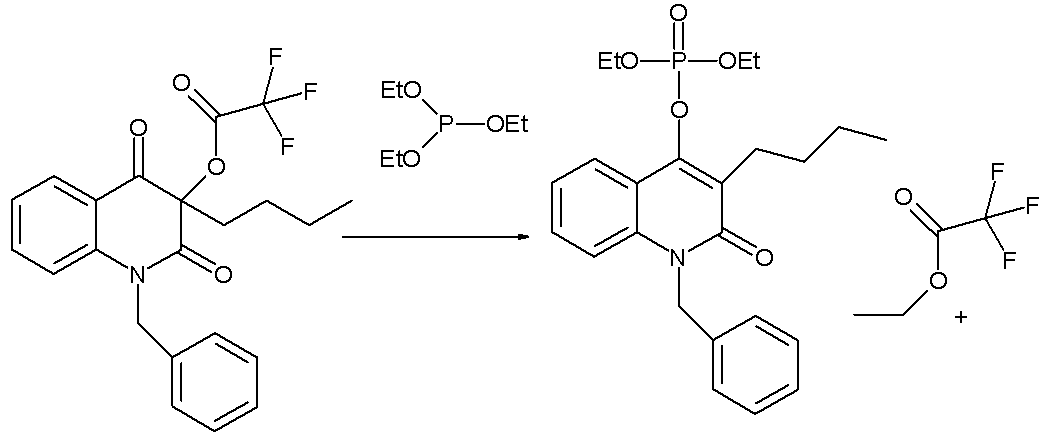
Otrzymywanie pochodnych chinoliny w reakcji Perkowa

Arylowe fosforany enolowe powstające z dobrymi wydajnościami (rzędu 90%) w reakcji Perkowa mogą być stosowane jako czynniki fosforylujące, np. do przekształcenia AMP w ADP.